# Бала, Санкриш
Санкриш Баласубраманиан, более известный как Санкриш Бала (там. சுன்க்ரிஷ் பாலசுப்ரமணியன்; род. 21 мая 1984, Бомбей, Индия) — американский актёр индийского происхождения, известный по ролям Викрама Сингха в сериале «Касл», доктора Калеба в сериале «Ходячие мертвецы» и Гарретта в сериале «Кремниевая долина». Также, появлялся в таких сериалах как «Бесстыжие», «Меня зовут Эрл» и «Неуклюжая».

## Биография
Родился в Бомбее, Индия, однако в детстве вместе с семьёй переехал в Сан-Хосе, Калифорния, где он и вырос. Полюбив кино ещё в шестилетнем возрасте, поступил в Калифорнийский университет в Лос-Анджелесе на театральный факультет. Ещё до окончания университета он получил гостевые роли в сериалах «Уилл и Грейс» и «Анатомия страсти», даже несмотря на то, что он прогуливал занятия в театре ради съёмок и то, что у него не было опыта игры в сериалах. Также, будучи ещё студентом, он получил свою первую главную роль в небольшом сериале «Девять месяцев из жизни». Сериал продлился всего один сезон.

## Карьера
После игры в сериале «Девять месяцев из жизни» и ещё нескольких гостевых ролей, в 2013 году попал в четвёртый сезон сериала «Ходячие мертвецы», где сыграл второстепенную роль доктора Калеба в четырёх эпизодах. В том же 2013 году он сыграл роль Энди в трёх эпизодах третьего сезона сериала «Бесстыжие».
В 2016 году присоединился к актёрскому составу последнего сезона сериала «Касл», где он сыграл второстепенную роль Викрама Сингха — техника из ЦРУ.
Сыграл небольшую роль Гарретта в сериале «Силиконовая долина» и второстепенную роль Раджита в 5-м сезоне сериала «Приятные хлопоты».

## Фильмография

### Роли в фильмах
| Год  | Название на русском                          | Оригинальное название                    | Роль                 |
| ---- | -------------------------------------------- | ---------------------------------------- | -------------------- |
| 2008 | Напряги извилины. Брюс и Ллойд: Без тормозов | Get Smart Bruce and Lloyd Out of Control | парень к верх ногами |
| 2009 | Ферма Альбино                                | Albino Farm                              | Санджай              |
| 2010 | Звёздная болезнь                             | StarStruck                               | доктор Санджай Лэд   |
| 2014 | Забытая роща                                 | Hollows Grove                            | Роджер Рафкин        |
| 2016 | Отсев                                        | The Thinning                             | доктор Паркаш        |

### Роли в сериалах
| Год       | Название на русском                  | Оригинальное название       | Роль                         | Примечание                              |
| --------- | ------------------------------------ | --------------------------- | ---------------------------- | --------------------------------------- |
| 1998—2020 | Уилл и Грейс                         | Will & Grace                | Джеральд                     | эпизод: Swish Out of Water              |
| 1999—н.в. | Гриффины                             | Family Guy                  | фанат крикета/Гуру (озвучка) | 2 эпизода в 19-м сезоне                 |
| 2003—н.в. | Морская полиция: Спецотдел           | NCIS                        | Амир Азиз                    | эпизод: The Artful Dodger               |
| 2004—2013 | C.S.I.: Нью-Йорк                     | CSI: NY                     | Алекс                        | эпизод: Supply & Demand                 |
| 2005—н.в. | Мыслить как преступник               | Criminal Minds              | Джордан                      | эпизод: Plain Sight                     |
| 2005—н.в. | Анатомия Страсти                     | Grey's Anatomy              | Стив Мерфи                   | эпизод: Much Too Much                   |
| 2005—2009 | Меня зовут Эрл                       | My Name Is Earl             | доктор                       | 1 эпизод в 1-м и 1 эпизод в 2-м сезоне  |
| 2005—2017 | Кости                                | Bones                       | Бадди Ширази                 | эпизод: The Bones That Foam             |
| 2006—2011 | Братья и сестры                      | Brothers & Sisters          | Льюис                        | эпизод: A Bone to Pick                  |
| 2007—2008 | Девять месяцев из жизни              | Notes from the Underbelly   | Эрик                         | Одна из главных ролей                   |
| 2009—2020 | Американская семейка                 | Modern Family               | Дэрил                        | эпизод: Haley 21st Birthday             |
| 2009—2023 | Морская полиция: Лос-Анджелес        | NCIS: Los Angeles           | Оскар Бальзам                | эпизод: Unwritten Rule                  |
| 2009—2011 | Обмани меня                          | Lie to Me                   | Арун Ашраф                   | эпизод: Depraved Heart                  |
| 2009—2016 | Касл                                 | Castle                      | Викрам Сингх                 | Второстепенная роль в 8-м сезоне        |
| 2010—2015 | Красотки в Кливленде                 | Hot in Cleveland            | Андерсон                     | эпизод: We Could Be Royals              |
| 2010—2022 | Ходячие мертвецы                     | The Walking Dead            | доктор Калеб Субраманиан     | 4 эпизода в 4-м сезоне                  |
| 2011—2016 | Остин и Элли                         | Austin & Elly               | Роджер Данлап                | эпизод: Fresh Starts & Farewells        |
| 2011—2017 | Их перепутали в роддоме              | Switched at Birth           | мистер Z                     | эпизод: The Girl on the Cliff           |
| 2011—2021 | Бесстыжие                            | Shameless                   | Энди                         | 3 эпизода в 3-м сезоне                  |
| 2011—2016 | Неуклюжая                            | Awkward                     | мистер Мишра                 | 3 эпизода в 1-м и 1 эпизод в 2-м сезоне |
| 2011—2013 | Следствие по телу                    | Body of Proof               | Санджит Сингх                | эпизод: Dark City                       |
| 2013—2016 | Любовницы                            | Mistresses                  | Хамид                        | эпизод: Pilot                           |
| 2014—2018 | Скорпион                             | Scorpion                    | Джим                         | эпизод: Cliffhanger                     |
| 2014—2019 | Ты — воплощение порока               | You are the Worst           | Кайл                         | 3 эпизода в 2-м сезоне                  |
| 2014—2019 | Силиконовая долина                   | Silicon Valley              | Гарретт                      | 3 эпизода в 4-м и 1 эпизод в 6-м сезоне |
| 2015—2018 | Реанимация                           | Code Black                  | Роуэн Дейвис                 | эпизод: One in a Million                |
| 2016—2022 | По волчьим законам                   | Animal Kingdom              | Радж                         | эпизод: Covet                           |
| 2017—2022 | Страшные истории в двух предложениях | Two Sentence Horror Stories | Донни Данте                  | эпизод: Snap                            |
| 2017      | Линия жизни                          | Lifeline                    | Джей                         | 2 эпизода                               |
| 2017—2024 | Спецназ                              | SEAL Team                   | Фитцджеральд                 | эпизод: The Upside Down                 |
| 2018—2023 | Ординатор                            | Resident                    | Раджа Кури                   | эпизод: A River in Egypt                |
| 2019—н.в. | Прощай навсегда                      | Dead to Me                  | муж Трейси                   | эпизод: You Cannot Live Like This       |
| 2019—н.в. | Мандалорец                           | The Mandalorian             | офицер по делам амнистии     | эпизод: Chapter 19: The Convert         |
| 2019—2024 | Приятные хлопоты                     | Good Trouble                | Ранджит                      | Второстепенная роль в 5-м сезоне        |
| 2022      | Кэнди                                | Candy                       | Сид                          | эпизод: Friday the 13th                 |
| 2025—н.в. | Devil May Cry                        | Devil May Cry               | король (озвучка)             | 3 эпизода в 1-м сезоне                  |

### Озвучивание видеоигр
- 2014 — Transistor — Ройс Брекетт
- 2017 — Uncharted: The Lost Legacy — повстанцы Асава
- 2018 — Fallout 76 — Нираж Сингх/Гарри Уилкинс/Маркус Тейлор/робот Ровер
- 2020 — The Last of Us: Part II — дополнительные голоса
- 2023 — Starfield — Куолман Лэнг/Нэшар Омани/Энди Сингх
- 2024 — Teenage Mutant Ninja Turtles: Mutants Unleashed — Сай Моди